# Strandtrav
Strandtrav (Cardaminopsis petraea) är en växtart i familjen korsblommiga växter. 